# Канадский журавль
Канадский журавль (лат. Antigone canadensis) — птица семейства журавлей, широко распространённая в Северной Америке и на Чукотке. Это самый многочисленный вид журавлей, его общая численность по оценкам орнитологов в настоящее время (на 2007 год) составляет около 650 тыс. особей. В целом популяция канадского журавля остаётся стабильной, хотя в некоторых регионах наблюдается их уменьшение.

## Описание
Птица высотой 80—150 см, массой 3—6,5 кг и размахом крыльев 150—180 см. Оперение тела имеет различные оттенки серого цвета. Во многих районах весной и летом журавли сознательно густо покрывают своё тело кусочками ила, богатым окислами железа, из-за чего оперение приобретает рыжую окраску. В местах, где такой ил отсутствует, птицы круглый год демонстрируют свой оригинальный цвет. На темени и лбу перья отсутствуют, кожа в этом месте выглядит ярко-красной шапочкой. Остальная часть головы и верхняя часть шеи белые либо бледно-серые. У взрослых птиц на щеках выделяются белые пятна. Ноги чёрные. Половой диморфизм (видимые различия между самцом и самкой) не выражен, хотя у гнездящейся пары самец, как правило, выглядит несколько крупнее. У молодых птиц оперение в течение первого года жизни меняется постепенно от светло-коричневого до серого.
Различают 6 подвидов канадского журавля, которые значительно различаются по размеру и массе:
- A. c. canadensis — Малый канадский журавль[2], самый мелкий подвид (рост 80—106 см, масса менее 3,2 кг), гнездящийся в арктических регионах.
- A. c. rowani — промежуточный подвид между G. c. canadensis и G. c. tabida
- A. c. tabida — Большой канадский журавль[2], самый крупный подвид (рост 137—150 см, масса более 4,5 кг), гнездится в средних широтах.
- A. c. pratensis — Флоридский журавль[2], обитает во Флориде.
- A. c. pulla — Миссисипский канадский журавль[4], обитает в Миссисипи.
- A. c. nesiotes — Кубинский журавль[2], обитает на Кубе.

## Распространение
Канадский журавль распространён на большой территории Северной Америки и на северо-востоке Азии. Наиболее многочисленные подвиды — A. c. canadensis, A. c. tabida и A. c. rowani гнездятся на большой площади в Канаде, США и северо-востоке России и в зимнее время мигрируют на юге США и северной Мексике. Подвиды A. c. pratensis, A. c. pulla и A. c. nesiotes относительно немногочисленны и ведут оседлый образ жизни в юго-восточных штатах США Миссисипи, Флорида и Джорджии, а также на Кубе.
- Подвид A. c. canadensis гнездится в арктических и субарктических регионах северной Канады от Баффиновой Земли до Юкона; в прибрежных и внутренних районах Аляски; в России на Чукотском полуострове вдоль северного побережья от посёлка Уэлен до Чаунской низменности и на севере Камчатки[5][6][7][8]. На южной оконечности своего ареала он имеет переходную форму с подвидом A. c. rowani[5][9]. Подавляющая часть этих птиц (около 80 %) в зимнее время останавливается на сезонных плайях (небольшой безводный участок суши) озёр и на заболоченных долинах рек на востоке Нью-Мексико, на северо-западе Техаса и на севере Мексики[10][11]. Небольшая часть журавлей мигрирует в район Калифорнийской долины и прерий Кариссы (англ. Carissa Plains)[12][13].

- Подвид A. c. rowani считается переходным между арктическим A. c. canadensis и более умеренным A. c. rowani. В связи с этим определение точных границ природного ареала затруднительно, но в общих чертах можно сказать, что он распространён на субарктических территориях Канады между 50° и 60° с. ш. в канадских провинциях Онтарио, Альберта, Саскачеван, Манитоба и Британской Колумбии. В зимнее время птицы восточной популяции мигрируют на побережье Мексиканского залива в Техасе, где смешиваются с подвидом A. c. tabida. Места зимовок западной популяции точно не изучены, но предполагается, что они останавливаются в Калифорнии, Нью-Мексико, Техасе и Мексике.

- Подвид A. c. tabida является самым крупным подвидом канадского журавля. Он гнездится на обширной территории Северной Америки от Великих озёр на востоке до побережья Тихого океана на западе. Различают 4—5 обособленных популяций этих птиц.

- Подвид A. c. pratensis ведёт оседлый образ жизни в центральной части Флориды и на юге Джорджии[14][15].

- Подвид G.c.pulla ведёт оседлый образ жизни в округе Джексон в штате Миссисипи. Общая численность этих птиц не превышает 120 особей (на сентябрь 1994 года), что ставит из под угрозу исчезновения[16].

- Подвид A. c. nesiotes — эндемик Кубы и прилегающих островов[17].

## Образ жизни и размножение
Хорошая приспособляемость к различным климатическим условиям способствует широкому распространению канадских журавлей. Основным местом обитания этих птиц служат заболоченные территории с пресной водой и с хорошим обзором. Их можно встретить на осоковых лугах, в непроходимых болотах и болотистых долинах рек и озёр, на пастбищах и сельскохозяйственных угодьях, в сосновом редколесье.
Состоявшаяся пара канадских журавлей отмечают своё соединение совместным характерным пением, которое обычно издаётся с запрокинутой головой и представляет собой череду сложных протяжных мелодичных звуков. Первой начинает кричать самка и отвечает двумя криками на каждый крик самца. При этом самка держит клюв под углом 45 градусов, а самец вертикально вверх. Ухаживание сопровождается характерными журавлиными танцами, которые могут включать в себя подпрыгивание, перебежки, хлопанье крыльями, подбрасывание пучков травы и наклоны. Хотя танцы больше всего ассоциируются с брачным периодом, орнитологи полагают, что они являются обычным проявлением поведения журавлей и могут играть роль успокаивающего фактора при агрессии, снятия напряжения или усиления супружеской связи.
Гнездо представляет собой небольшой холмик травы или ветвей карликовой берёзы или ивы посреди густой растительности или просто небольшое углубление во мху. Обычно гнездо устраивается в низине, посреди болот, но иногда, особенно на Кубе, его можно встретить и на возвышенности. Самка обычно откладывает два яйца. Размер яиц в среднем составляет 9,42×6,05 см. Инкубационный период длится 29—32 дня. На крыло птенцы становятся через 67—75 дней.

## Питание
Канадские журавли всеядны — питаются как растительной, так и животной пищей. Употребляют различные части растений, зерно, насекомых, червей, мелких позвоночных животных (таких как мыши и небольшие змеи). Собираясь стаями, способны причинить серьёзный ущерб посевам кукурузы или других зерновых культур.